# خوزه د آکوستا

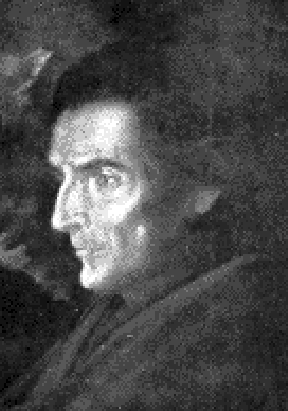
خوزه د آکوستا، عضو انجمن عیسی مسیح، مبلغ و نویسنده

خوزه د آکوستا (به اسپانیایی: José de Acosta)، اس جی (۱۵۳۹ یا ۱۵۴۰ در مدینه دل کامپو، اسپانیا - ۱۵ فوریه ۱۶۰۰ در سالامانکا، اسپانیا) یک مبلغ مذهبی یسوعی اسپانیایی قرن شانزدهم و طبیعت‌گرا در آمریکای لاتین بود. استنباطات او در مورد اثرات سوء عبور از آند در ۱۵۷۰ مربوط به نازک بودن جو برای نیازهای انسان بود. امروزه به انواع بیماری ارتفاع به عنوان بیماری آکوستا گفته می‌شود.

## زندگی
خوزه د آکوستا در مدینا دل کامپو در اسپانیا به دنیا آمد، جایی که والدینش در این شهر دشت، حدود بیست و چهار مایلی وایادولید، در کاستیل قدیم، در ساحل چپ رودخانه باتلاقی زاپاردیل، و مشرف به شهر قدیمی زندگی می‌کردند. قلعه لا موتا. او دارای پیشینهٔ متقابل بود. پدر و مادر او پنج پسر به نام‌های جرونیمو، کریستووال، خوزه، دیگو و برناردو داشتند. برادران آکوستا همشهریان سرباز قدیمی برنال دیاز بودند که داستان فتح مکزیک را تعریف می‌کرد، اما آنها سال‌ها از او کوچکتر بودند. در سال ۱۵۵۳، در سیزده سالگی، آکوستا در انجمن عیسی در مدینه دل کامپو مبتدی شد. چهار برادر آکوستا به این دستور پیوستند. خوزه قبل از ترک اسپانیا، مدرس الهیات در اوکانیا بود، و در آوریل ۱۵۶۹، قرار بود به لیما، پرو، جایی که یسوعیان در سال آینده تأسیس شده بودند، فرستاده شود. به گفته یکی از محققان، آکوستا «مردی سنگین با خلق و خوی نامطمئن و مالیخولیایی» بود.

### پاناما
در سن ۳۲ سالگی، آکوستا با چندین یسوعی دیگر در سال ۱۵۷۰ اسپانیا را ترک کرد و در کارتاخنا، کلمبیا و سرانجام در نابره د دیوس فرود آمد و سپس در ۱۸ لیگ - حدود ۶۲ مایل (۱۰۰ کیلومتر) لیگ سفر کرد) - جنگل گرمسیری. او تحت تأثیر مناظر، مناظر بدیع در هر نوبت قرار می‌گرفت، و در کاپیرا به شوخی‌های هوشمندانه لشکر میمون‌ها علاقه داشت. او از پاناما به پرو رفت تا کار تبلیغی را دنبال کند. او انتظار داشت در عبور از خط استوا گرمای شدید غیرقابل تحملی را تجربه کند، اما در ماه مارس آنقدر خنک بود که به ارسطو و فلسفه او خندید.

## کتابشناسی - فهرست کتب
- آکوستا، خوزه د (۲۰۰۲). تاریخ طبیعی و اخلاقی هند. ویرایش شده توسط جین منگان؛ ترجمه فرانسیس لوپز موریلاس. دورهام، NC: انتشارات دانشگاه دوک.شابک ‎۹۷۸−۰−۸۲۲۳−۲۸۴۵−۲شابک 978-0-8223-2845-2
- BEROSE - دایرةالمعارف بین‌المللی تاریخ‌های مردم‌شناسی . "آکوستا، خوزه دی (۱۵۴۰-۱۶۰۰)"، پاریس، 2019. (ISSN 2648-2770)
- بورگالتا، کلودیو ام. (۱۹۹۹). خوزه د آکوستا (۱۵۴۰–۱۶۰۰): زندگی و اندیشه او. شیکاگو: انتشارات دانشگاه لویولا.شابک ‎۹۷۸−۰−۸۲۹۴−۱۰۶۳−۱شابک 978-0-8294-1063-1.
- مک کورمک، سابین (۱۹۹۱). دین در آند: بینش و تخیل در پرو اولیه استعمار. پرینستون، نیوجرسی: انتشارات دانشگاه پرینستون.شابک ‎۹۷۸−۰−۶۹۱−۰۹۴۶۸−۷شابک 978-0-691-09468-7.
- پاگدن، آنتونی (۱۹۸۲). سقوط انسان طبیعی: سرخپوستان آمریکایی و ریشه‌های قوم‌شناسی مقایسه ای. نیویورک: انتشارات دانشگاه کمبریج.شابک ‎۹۷۸−۰−۵۲۱−۳۳۷۰۴−۵شابک 978-0-521-33704-5.
- پاگدن، آنتونی (۱۹۹۳). مواجهه اروپا با دنیای جدید: از رنسانس تا رمانتیسم. نیوهیون، سی تی: انتشارات دانشگاه ییل.شابک ‎۹۷۸−۰−۳۰۰−۰۵۲۸۵−۵شابک 978-0-300-05285-5.
- پینو دیاز، فرمین دل (2019). "Contribución del Padre José de Acosta a la constitución de la etnología: su evolucionismo"، در BEROSE - دایرةالمعارف بین‌المللی تاریخ انسان‌شناسی، پاریس.
- پینو دیاز، فرمین دل (2019). "Vida y obra de José de Acosta, misionero jesuita y cronista indiano»، در BEROSE - دایرةالمعارف بین‌المللی تاریخ انسان‌شناسی، پاریس.